# لبیبی
لَبیبی شاعر ایرانی نیمه نخست سده پنجم هجری است. لبیبی از استادان مسلم زبان پارسی بوده ولی امروز از اشعار او جز از اندکی در دست نیست.
لبیبی ظاهراً از مردم خراسان و از دوستان فرخی سیستانی بوده است. مسعود سعد سلمان در قصیده‌ای که به استقبال او ساخته است او را استاد و سیدالشعرا خوانده است.
او شعرهایی در قالب هزل دارد.